# Eleições presidenciais nas Filipinas em 1986
As eleições presidencial e vice-presidencial filipinas em 1986 foram realizadas em 7 de fevereiro, tendo sido a 11ª eleição presidencial direta e 10ª eleição vice-presidencial direta ocorrida nas Filipinas desde 1935. 
Convocadas antecipadamente pelo então presidente em exercício Ferdinando Marcos em resposta à pressões populares contra o regime ditatorial instaurado pelo mesmo após a decretação da lei marcial no país em 1972, seus resultados oficiais não foram reconhecidos por parcela majoritária da população filipina à época. Tal situação foi um dos principais fatores de eclosão da chamada Revolução do Poder Popular, que levou à queda do regime ditatorial de Marcos e consequente ascensão ao poder da líder oposicionista Corazón Aquino, cujo mandato presidencial foi responsável por restaurar a democracia nas Filipinas através da promulgação da atual Constituição do país em 1987.

## Antecedentes

### Influência dos meios de comunicação
O assassinato do senador e líder oposicionista Benigno Aquino Jr. durante seu retorno ao país pós-exílio em 21 de agosto de 1983 causou comoção nacional e reanimou a atuação dos veículos de imprensa manifestamente anti-Marcos, o que causou reação à altura dos veículos de imprensa considerados pró-Marcos. Ambos os lados buscavam atender aos anseios do povo filipino por notícias, porém foi um pequeno grupo de repórteres estrangeiros quem desferiu um duro golpe à imagem pública do então ditador através da publicação de extensas reportagens sobre a riqueza oculta da Família Marcos e a denúncia de que Marcos teria falsificado seu histórico militar, atribuindo feitos de guerra que jamais alcançou em sua carreira militar. Tal devassa sobre os crimes da família Marcos teve início com um artigo escrito por Eduardo Lachica em dezembro de 1983, que despertou interesse público após ser publicado no The Asian Wall Street Journal, no qual denunciava a existência de propriedades luxuosas da família Marcos em Nova Iorque.
No final de janeiro de 1985, a busca pela verdade por trás dos rumores levantados por Lachica começou com Lewis Simons, jornalista investigativo e correspondente do San Jose Mercury News em Tóquio, que enviou um memorando a seu editor, Jonathan Krim. Nele, haviam diversas indícios de evasão de divisas que envolviam não somente a família Marcos, mas também altos funcionários do governo e amigos próximos do clã presidencial. Simons forneceu a Krim uma lista de nomes, dizendo-lhe para procurar investimentos filipinos em empreendimentos na Baía de São Francisco. Krim entregou vários clipes (incluindo o artigo de Lachica) e diversas cartas da comunidade de exilados filipinos ao à Simons anexado com uma nota: "Examine isso!". Este, por sua vez, começou a examinar os documentos recebidos, além de de configurar seu computador pessoal e um modem telefônico e usar bancos de dados imobiliários para adquirir registros de propriedades tanto da Califórnia quanto de outros estados americanos.
Outro método empregado para os rastreamentos foi suas entrevistas com membros da oposição filipina exilada no exterior, que se dividiam entre aqueles que estavam decididos a ajudá-lo e aqueles que se diziam apolíticos, temendo represálias caso contribuíssem com as investigações. Em uma entrevista, Simons disse: "Eu continuei dizendo a eles: 'Não estou interessado em citar pessoas, não vou usar o seu ou qualquer outro nome. Estou interessado em evidências documentais'. Isso convenceu as pessoas ...".
Devido a preocupações orçamentárias, ele prosseguiu em suas investigações, explorando registros em Nova Iorque e Chicago por telefone. Mais tarde, Katherine Ellison, do San Francisco Bureau, a quem Simons definiu como "grande repórter investigativa", juntou-se ao grupo enquanto conduziam entrevistas e convenciam moradores relutantes a fornecer informações essenciais. Entre 23 e 25 de junho de 1985, a divulgação de uma série de reportagens investigativas no San Jose Mercury News, assinadas por Simons, Ellison e Krim, provocaram repercussão imediata após a revelação de uma lista de nomes, mostrando como a elite política e econômica filipina havia investido milhões de dólares ilegalmente nos Estados Unidos, o que instigou o fortalecimento da oposição política à ditadura. Enquanto isso, publicações locais nas Filipinas, como Malaya , Veritas, Business, Day e Mr. and Mrs. republicavam parcialmente ou na íntegra tais reportagens investigativas, o que provocou protestos nas ruas, tentativas da minoria oposicionista na Assembleia Nacional em abrir um processo de impeachment contra Marcos, que reagiu ao ordenar um inquérito imparcial sobre o caso. Ao final, o pedido de impeachment foi reprovado pela maioria parlamentar governista e o inquérito foi encerrado pouco tempo depois de aberto, sem nenhuma conclusão ou indiciamento de suspeitos.
O clamor internacional surpreendeu os três investigadores do San Jose Mercury News com Simons comentando: "Há uma grande diferença entre alegações simples e algo com base factual e documental", diz ele. "Isso provoca uma reação psicológica totalmente diferente nos leitores. A fofoca desperta sua apatia; os fatos os estimulam à ação". Após a publicação da bem-sucedida série de reportagens, novos artigos foram produzidos, apresentando teses sobre como a forma que as elites da capital Manila evadiam verdadeiras fortunas em dólar para fora das Filipinas. Repórteres do The Washington Post, The Wall Street Journal e The New York Times também desenvolveram artigos e reportagens sobre o assunto. As mais significativas foram as descobertas por Jeff Gerth , do NYT, que escreveu sobre o uso indevido do dinheiro da ajuda americana pelo governo de Marcos. Embora Marcos continuasse a negar essas acusações, isso pouco fez para evitar as consequências. Seu apoio político na Assembleia Nacional dissipou-se rapidamente, enquanto que as notícias que denunciavam sua improbidade administrativa colocavam em risco os interesses militares dos EUA no Sudeste Asiático. Revelações sobre a riqueza oculta de Marcos depreciaram sua imagem pública no Ocidente, porém nas Filipinas foi o falseamento do seu histórico militar o fator que mais o desgastou junto à opinião pública filipina.
Depois de ser desafiado por um jornalista americano, o presidente Ferdinando Marcos declarou que realizaria eleições presidenciais antecipadas durante uma entrevista concedida a um programa da rede norte-americana ABC em novembro de 1985. Em 3 de dezembro, a Assembleia Nacional aprovou uma lei que definiu a data dos pleitos presidencial e vice-presidencial para 7 de fevereiro do ano seguinte. A 3 dias das eleições, em 4 de fevereiro de 1986, Marcos decretou que o dia eleitoral seria considerado feriado nacional, suspendendo os expediente de trabalho em todo o país para "dar a todos aos eleitores registrados a plena oportunidade de exercer seu direito de sufrágio".

### Organização das eleições presidenciais
Ao declarar que enviaria à Assembleia Nacional resolução que propunha a realização de eleições presidenciais antecipadas, Marcos acreditava que isso solidificaria o apoio dos Estados Unidos ao regime, silenciaria os protestos e críticas internos e externos e, finalmente, encerraria as questões relacionadas à morte de Benigno Aquino Jr. A oposição filipina, por sua vez, viu dois problemas em relação ao anúncio de Marcos: o primeiro era sobre a credibilidade do anúncio, já que à época 2/3 dos congressistas da Assembleia Nacional eram filiados ao partido governista Kilusang Bagong Lipunan (em português: Movimento Nova Sociedade), o que significava que a resolução poderia ser reprovada e consequentemente arquivada. Mesmo se tal cenário acontecesse, os líderes oposicionistas consideravam que a simples disposição de Marcos em submeter a resolução para apreciação da Assembleia Nacional poderia transmitir à opinião pública filipina a percepção de que ele estava disposto a encarar oposição política, o que contribuiria para a melhora de seus índices de popularidade. Já o segundo problema tratava-se de uma divisão interna no bloco oposicionista, que concordava em lançar um único candidato presidencial para expandir suas chances eleitorais, mas não alcançava consenso sobre qual candidato apoiar. No páreo, figuravam Corazón Aquino, viúva de Benigno Aquino Jr., e Salvador Laurel, filho do ex-presidente filipino José Laurel. 
À época, o arcebispo de Manila e cardeal católico, Jaime Sin, conversou com os dois potenciais candidatos. Aquino hesitou em concorrer por acreditar que não era a melhor candidata para enfrentar Marcos, mas disse que estaria disposta a ingressar na disputa presidencial caso recebesse uma petição com, no mínimo, 1 milhão de assinaturas para apoiá-la como candidata única. Laurel, por outro lado, estava empenhado em concorrer à presidência, pois acreditava que sua formação familiar, treinamento e experiência o haviam preparado para a presidência. Em 1 de dezembro, uma petição com mais de 1,2 milhão de assinaturas foi apresentada publicamente a Aquino em um comício no qual participaram mais de 15 000 pessoas e dois dias depois, ela anunciou oficialmente sua candidatura. Laurel, então, foi escolhido como companheiro de chapa e candidato à vice-presidente.

## Campanha eleitoral
A campanha eleitoral desenrolou-se ao longo de 45 dias, entre 19 de dezembro de 1985 e 5 de fevereiro de 1986. Em uma campanha marcada pelo tom agressivo, Marcos atacou e insultou Aquino diversas vezes. Inicialmente, alegou a existência de supostas ligações de seu falecido marido com comunistas, caracterizando a eleição como "uma luta entre a democracia e o comunismo".  Aquino refutou tal acusação e afirmou que ela não nomearia um único comunista para seu gabinete ministerial. Depois, acusou Aquino de ser dúbia quanto à sua posição concreta sobre a manutenção ou não da presença militar norte-americana no país ao não se pronunciar claramente em defesa da permanência ou desativação da Base Aérea de Clark e da Base Naval de Subic. Marcos ainda criticou Aquino por sua inexperiência administrativa, já que antes ela era uma simples dona de casa que procurava manter-se à margem da vida política do marido. O candidato à reeleição ainda fazia comentários machistas contra sua principal adversária, dizendo que "as demandas femininas deveriam limitar-se ao quarto de casal".
Enquanto Marcos realizava comícios em cidades-chave, Aquino decidiu peregrinar por todo o país, viajando inclusive para regiões consideradas isoladas tanto no norte quanto no sul. O último comício eleitoral de Aquino, realizado na capital Manila, reuniu mais de 80 000 pessoas e ficou conhecido como "mar amarelo", em referência à cor do partido em que Aquino era filiada à época, o Partido Democrático Filipino (PDP).

## Resultados eleitorais
Cerca de 85 000 seções eleitorais foram abertas em todo o país no dia da votação. Cada seção eleitoral era dirigida por uma comissão de observadores eleitorais nomeada pela Comissão de Eleições (COMELEC), responsável por supervisionar o andamento da votação. Como nem todos os observadores designados cumpriram integralmente os procedimentos estipulados para a supervisão da votação, oposicionistas de Marcos começaram a levantar suspeitas de fraude eleitoral a favor do regime. Além disso, o horário de votação inicialmente definido para ocorrer entre às 7h e às 15h de 7 de fevereiro de 1986, acabou sendo prorrogado para às 18h de modo a permitir que os eleitores que ainda estavam na fila pudessem assegurar seu direito ao voto.
Por fim, os resultados eleitorais apontaram para uma diminuição significativa no comparecimento eleitoral, inferior à  79% do eleitorado filipino frente aos 89% observados na eleição presidencial de 1981. No entanto, o Movimento Nacional de Cidadãos por Eleições Livres (NAMFREL), organização não-governamental que atua até os dias atuais na fiscalização dos processos eleitorais no país de forma independente, apontou que houve um processo de descredenciamento eleitoral de cidadãos pertencentes à grupos sociais de oposição à ditadura, de modo que isso teria impactado diretamente na diminuição do eleitorado filipino apto ao voto em 1986.

### Eleição presidencial

#### Segundo a COMELEC
| Candidato(a)               | Candidato(a)               | Partido político                        | Votos válidos | %     | Situação      |
| -------------------------- | -------------------------- | --------------------------------------- | ------------- | ----- | ------------- |
|                            | Ferdinando Marcos          | Movimento Nova Sociedade                | 10 807 197    | 53.62 | Eleito        |
|                            | Corazón Aquino             | Partido Democrático Filipino            | 9 291 716     | 46.10 | Não eleito(a) |
|                            | Reuben Canoy               | Partido Social-Democrata                | 34 041        | 0.16  | Não eleito(a) |
|                            | Narciso Padilla            | Movimento pela Verdade, Ordem e Retidão | 23 652        | 0.12  | Não eleito(a) |
| Votos válidos              | Votos válidos              | Votos válidos                           | 20 156 606    | 97.30 | –             |
| Votos brancos/nulos        | Votos brancos/nulos        | Votos brancos/nulos                     | 559 469       | 2.70  | –             |
| Total de votos registrados | Total de votos registrados | Total de votos registrados              | 20 716 075    | 100   | –             |
| Comparecimento eleitoral   | Comparecimento eleitoral   | Comparecimento eleitoral                | 26 278 744    | 78.83 | –             |

#### Segundo o NAMFREL
| Candidato(a)             | Candidato(a)             | Partido político             | Votos válidos | %     | Situação   |
| ------------------------ | ------------------------ | ---------------------------- | ------------- | ----- | ---------- |
|                          | Corazón Aquino           | Partido Democrático Filipino | 7 158 679     | 52.29 | Eleita     |
|                          | Ferdinando Marcos        | Movimento Nova Sociedade     | 6 532 362     | 47.71 | Não eleito |
| Votos válidos            | Votos válidos            | Votos válidos                | 13 691 041    | 100   | –          |
| Comparecimento eleitoral | Comparecimento eleitoral | Comparecimento eleitoral     | 19 833 465    | 69.03 | –          |

### Eleição vice-presidencial

#### Segundo a COMELEC
| Candidato(a)               | Candidato(a)               | Partido político                        | Votos válidos | %     | Situação      |
| -------------------------- | -------------------------- | --------------------------------------- | ------------- | ----- | ------------- |
|                            | Arturo Tolentino           | Movimento Nova Sociedade                | 10 134 130    | 50.66 | Eleito        |
|                            | Salvador Laurel            | Partido Nacionalista                    | 9 173 105     | 45.85 | Não eleito(a) |
|                            | Eva Estrada Kalaw          | Partido Liberal                         | 662 185       | 3.31  | Não eleito(a) |
|                            | Roger Arienda              | Movimento pela Verdade, Ordem e Retidão | 35 974        | 0.18  | Não eleito(a) |
| Votos válidos              | Votos válidos              | Votos válidos                           | 20 005 394    | 96.57 | –             |
| Votos brancos/nulos        | Votos brancos/nulos        | Votos brancos/nulos                     | 710 681       | 3.43  | –             |
| Total de votos registrados | Total de votos registrados | Total de votos registrados              | 20 716 075    | 100   | –             |
| Comparecimento eleitoral   | Comparecimento eleitoral   | Comparecimento eleitoral                | 26 278 744    | 78.83 | –             |

#### Segundo o NAMFREL
| Candidato(a)             | Candidato(a)             | Partido político         | Votos válidos | %     | Situação      |
| ------------------------ | ------------------------ | ------------------------ | ------------- | ----- | ------------- |
|                          | Salvador Laurel          | Partido Nacionalista     | 7 249 925     | 50.97 | Eleito        |
|                          | Arturo Tolentino         | Movimento Nova Sociedade | 6 385 293     | 44.89 | Não eleito(a) |
|                          | Eva Estrada Kalaw        | Partido Liberal          | 589 589       | 4.14  | Não eleito(a) |
| Votos válidos            | Votos válidos            | Votos válidos            | 14 224 807    | 100   | –             |
| Comparecimento eleitoral | Comparecimento eleitoral | Comparecimento eleitoral | 20 606 703    | 69.03 | –             |

## Repercussão pós-pleito

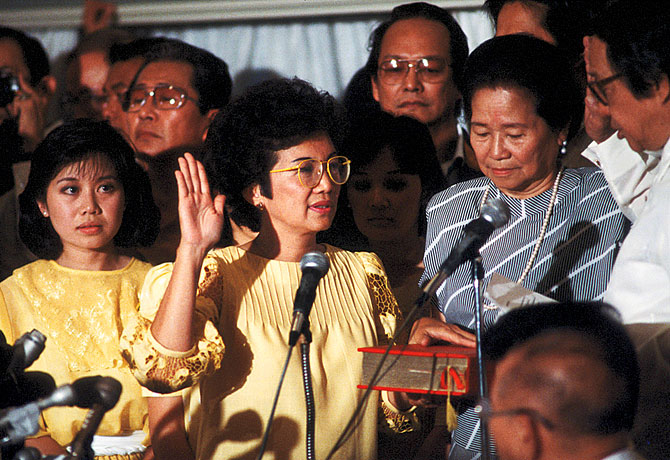
Corazón Aquino em juramento de posse como presidente das Filipinas

Após a COMELEC anunciar oficialmente a vitória de Ferdinando Marcos para um 4.º mandato presidencial consecutivo, os resultados eleitorais despertaram uma sensação generalizada de fraude eleitoral maciça a favor da continuidade do regime e acarretaram em uma escalada retórica entre governistas e oposicionistas a respeito da real lisura dos pleitos presidencial e vice-presidencial. Depois de instauradas diversas investigações, foram constatadas evidências de abuso de poder por parte de Marcos e de seus correligionários, como compra de votos, intimidação de candidatos e eleitores da oposição, adulteração de cédulas eleitorais e descredenciamento irregular de mais de 3 milhões de eleitores filipinos, chegando-se à conclusão de que ambos os pleitos não foram realizados de forma livre e justa entre os candidatos.
Um dia após o fechamento das seções eleitorais, Corazón Aquino estava liderando a apuração dos votos conforme apuração parcial do NAMFREL, mas tal liderança durou pouco após Marcos ordenar uma recontagem dos votos. Houve inúmeros protestos e manifestações diárias nas ruas da capital, que aumentavam à medida em que a apuração da COMELEC avançava até o ponto desta declarar o então presidente como o vencedor do pleito.
Em 9 de fevereiro, Linda Kapunan persuadiu mais de 30 técnicos em Informática que estavam gerenciando as máquinas de tabulação de votos da COMELEC a deixarem suas funções e a unirem-se aos protestos, de modo que estes também passaram a acusar o governo de manipulação dos resultados eleitorais. Os manifestantes encontraram apoio junto à Arquidiocese de Manila, à época administrada pelo cardeal Jaime Sin, um notável crítico da família Marcos e um dos principais impulsionadores da continuidade dos protestos enquanto estratégia política não-violenta para pressionar pela redemocratização do país.
Em 19 de fevereiro, o Congresso dos Estados Unidos aprovou de forma unânime uma resolução de não reconhecimento oficial à vitória eleitoral de Marcos, tratando-a como resultado de uma fraude eleitoral. Diplomatas de países como Áustria, Suíça, Irlanda, Noruega, Finlândia, Suécia, Japão, Reino Unido, Itália, Dinamarca, Alemanha Ocidental e Alemanha Oriental instaram Marcos a renunciar, suspendendo quaisquer relações econômicas que mantinham com as Filipinas "enquanto Marcos permanecesse na presidência" e reconhecendo oficialmente Aquino como a legítima presidente eleita. Enquanto a comunidade internacional repercutia o pleito, diversos ministros do gabinete de Marcos como o ministro da Defesa, Juan Ponce Enrile, renunciaram à chefia de seus ministérios. Dias depois, as próprias Forças Armadas também retiraram seu apoio político ao ditador.
Ainda assim, as manifestações populares contra o regime prosseguiam nas ruas. A maioria dos protestos concentrou-se ao largo da Avenida Epifanio de los Santos, localizada na Grande Manila, popularmente conhecida pelo acrónimo EDSA. Em 22 de fevereiro, mais de 2 milhões de civis filipinos e vários movimentos políticos, sociais, militares e religiosos (estes últimos comandados pelo cardeal Sin e pelo também cardeal Ricardo Vidal, arcebispo de Cebu) participaram de uma série de manifestações pacíficas contra o governo que ficaram conhecidas como Revolução do Poder Popular ou Revolução EDSA, em referência ao local onde estas ocorreram.

A organização e o fortalecimento da resistência civil pacífica nas ruas culminou para que, em 25 de fevereiro, o presidente Ferdinando Marcos, a primeira-dama Imelda Marcos e seus filhos, dentre os quais destaca-se Bongbong Marcos, atual presidente desde 2022, fugissem do Palácio de Malacañan com destino ao Havaí. Tal decisão foi precipitada após o comando militar anunciar apoio irrestrito à Aquino caso não houvesse renúncia voluntária. Esta última, por sua vez, foi proclamada a nova chefe de Estado e de governo das Filipinas, sendo oficialmente empossada no mesmo dia para o cargo, decretando-se assim o final da revolução através do restabelecimento da democracia no país.